# Olympiades internationales de chimie
Les Olympiades internationales de chimie (IChO en anglais) sont une compétition internationale de chimie qui se déroule chaque année depuis 1968 (sauf en 1971) au mois de juillet dans un pays organisateur. Environ 300 étudiants non spécialisés en chimie issus des enseignements secondaires d'environ 80 pays y participent chaque année.
De 2020 à 2022, ces Olympiades se sont déroulées à distance compte tenu de la pandémie de Covid-19.

## Déroulement
Chaque année en juillet, un pays organisateur :
- accueille les étudiants pendant une dizaine de jours ;
- organise des épreuves théoriques (60 % du barème) et pratiques (40 % du barème) confrontant les étudiants des diverses délégations ;
- attribue les récompenses lors d'une cérémonie de remise des médailles ;
- fait découvrir les richesses culturelles et touristiques de la ville et la région d'accueil.

Le déroulement habituel d'une Olympiade est le suivant :
| Jour | Étudiants                    | Mentors                                      |
| ---- | ---------------------------- | -------------------------------------------- |
| 1    | Arrivée des délégations      | Arrivée des délégations                      |
| 2    | Cérémonie d'ouverture        | Cérémonie d'ouverture                        |
|      | Excursion                    | Inspection des laboratoires                  |
|      |                              | 1re session du Jury international            |
| 3    | Excursion                    | Traduction de l'épreuve de travaux pratiques |
| 4    | Épreuve de travaux pratiques | Excursion                                    |
|      |                              | 2e session du Jury international             |
| 5    | Excursion                    | Traduction de l'épreuve écrite               |
| 6    | Épreuve écrite               | Excursion                                    |
| 7    | Excursion                    | Notation                                     |
|      |                              | 3e session du Jury international             |
| 8    | Excursion                    | Arbitrage                                    |
|      |                              | 4e session du Jury international             |
|      |                              | Attribution des médailles                    |
| 9    | Cérémonie de clôture         | Cérémonie de clôture                         |
|      | Remise des médailles         | Remise des médailles                         |
| 10   | Départ des délégations       | Départ des délégations                       |

Les candidats de chaque délégation sont pris en charge par un étudiant du même âge, du pays d'accueil. Il les accompagne et les guide pendant le séjour.
Les candidats sont accompagnés par une équipe d'encadrants (appelés mentors). Le règlement international prévoit que mentors accompagnent la délégation, ce que font la plupart des équipes. Un ou deux observateurs scientifiques supplémentaires peuvent être ajoutés pour aider aux traductions des épreuves. Habituellement, la délégation française est constituée de quatre étudiants, d'un Head Mentor, d'un mentor et d'un observateur scientifique. Seuls les deux mentors ont le droit de vote au sein du Jury international qui délibère sur le contenu et la notation des épreuves ainsi que sur l'organisation des OIC.
Dans certains pays, la participation aux OIC constitue un sésame pour l'accès à l'université voire une bourse d'études.

## Olympiades passées et futures
| Olympiade | Ville                 | Pays                         | Dates                      | Vainqueur           | Points |
| --------- | --------------------- | ---------------------------- | -------------------------- | ------------------- | ------ |
| 1         | Prague                | Tchécoslovaquie              | 18-21 juin 1968            | Endre Fuggerth      | -      |
| 2         | Katowice              | Pologne                      | 16-20 juin 1969            | ?                   | -      |
| 3         | Budapest              | Hongrie                      | 1-5 juillet 1970           | ?                   | -      |
| 4         | Moscou                | Union soviétique             | 1-10 juillet 1972          | ?                   | -      |
| 5         | Sofia                 | Bulgarie                     | 1-10 juillet 1973          | Maciej Gonet        | -      |
| 6         | Bucarest              | Roumanie                     | 1-10 juillet 1974          | Victor Sokolov      | -      |
| 7         | Veszprém              | Hongrie                      | 1-10 juillet 1975          | Jurij Razhkazovskij | -      |
| 8         | Halle-sur-Saale       | Allemagne de l'Est           | 10-19 juillet 1976         | Jankó Tamás         | -      |
| 9         | Bratislava            | Tchécoslovaquie              | 4-14 juillet 1977          | Wolf Aichberger     | 98     |
| 10        | Toruń                 | Pologne                      | 3-13 juillet 1978          | Andrej Vedernikov   | -      |
| 11        | Léningrad             | Union soviétique             | 2-11 juillet 1979          | Wolfgang Schwabl    | -      |
| 12        | Linz                  | Autriche                     | 13-23 juillet 1980         | Jerzy Kosiński      | -      |
| 13        | Bourgas               | Bulgarie                     | 13-23 juillet 1981         | Tomáš Kovár         | -      |
| 14        | Stockholm             | Suède                        | 3-12 juillet 1982          | Manfred Lehn        | 90,95  |
| 15        | Timișoara             | Roumanie                     | 1-10 juillet 1983          | ?                   | -      |
| 16        | Francfort             | Allemagne de l'Ouest         | 1-10 juillet 1984          | Jürgen Schleucher   | -      |
| 17        | Bratislava            | Tchécoslovaquie              | 1-8 juillet 1985           | Alexej Ermakov      | 194    |
| 18        | Leyde                 | Pays-Bas                     | 6-15 juillet 1986          | Alain Verberkmoes   | -      |
| 19        | Veszprém              | Hongrie                      | 6-15 juillet 1987          | Jörg Woehl          | 98     |
| 20        | Espoo                 | Finlande                     | 2-9 juillet 1988           | Wang Chen           | -      |
| 21        | Halle                 | Allemagne de l'Est           | 2-10 juillet 1989          | Tomislav Gunchev    | -      |
| 22        | Paris                 | France                       | 8-17 juillet 1990          | Wu Jie              | -      |
| 23        | Łódź                  | Pologne                      | 7-15 juillet 1991          | Lin Cheng           | -      |
| 24        | Pittsburgh/Washington | États-Unis                   | 11-22 juillet 1992         | Zheng Ye            | -      |
| 25        | Pérouse               | Italie                       | 11-22 juillet 1993         | Jens Graeber        | -      |
| 26        | Oslo                  | Norvège                      | 3-11 juillet 1994          | Dmitri Bondar       | 83,95  |
| 27        | Pékin                 | Chine                        | 13-20 juillet 1995         | Roozbeh Kiani       | 95,64  |
| 28        | Moscou                | Russie                       | 14-23 juillet 1996         | Zhou Xiaoping       | 92,25  |
| 29        | Montréal              | Canada                       | 13-22 juillet 1997         | Salıh Özçubukçu     | 81,25  |
| 30        | Melbourne             | Australie                    | 5-14 juillet 1998          | Liu Mingzhao        | -      |
| 31        | Bangkok               | Thaïlande                    | 4-11 juillet 1999          | Timothy Jones       | 94,12  |
| 32        | Copenhague            | Danemark                     | 2-11 juillet 2000          | David Kurtz         | -      |
| 33        | Bombay                | Inde                         | 6-15 juillet 2001          | Chen Siyuan         | 92,31  |
| 34        | Groningue             | Pays-Bas                     | 5-14 juillet 2002          | Zhu Ye              | 92,5   |
| 35        | Athènes               | Grèce                        | 5-14 juillet 2003          | Aliaksei Putau      | 96,43  |
| 36        | Kiel                  | Allemagne                    | 18-27 juillet 2004         | Alexeï Zeifman      | 88,75  |
| 37        | Taipei                | Taïwan                       | 16-25 juillet 2005         | Alexeï Zeifman      | 96,75  |
| 38        | Gyeongsan             | Corée du Sud                 | 1-11 juillet 2006          | Bae Hwan            | 93,43  |
| 39        | Moscou                | Russie                       | 15-24 juillet 2007         | Xu Lei              | 76,07  |
| 40        | Budapest              | Hongrie                      | 12-21 juillet 2008         | Fu Yongping         | 86,97  |
| 41        | Cambridge             | Royaume-Uni                  | 18-27 juillet 2009         | Wang Ruibo          | 92,8   |
| 42        | Tokyo                 | Japon                        | 19-28 juillet 2010         | Xianghang Shangguan | 96,6   |
| 43        | Ankara                | Turquie                      | 9-18 juillet 2011          | Gong Zongping       | 97,3   |
| 44        | Washington            | États-Unis                   | 21-30 juillet 2012         | Florian Berger      | 97,63  |
| 45        | Moscou                | Russie                       | 14-23 juillet 2013         | Dong Yuyang         | 85,09  |
| 46        | Hanoï                 | Viêt Nam                     | 20-29 juillet 2014         | Sun Jiarui          | 87,08  |
| 47        | Bakou                 | Azerbaïdjan                  | 20-29 juillet 2015         | Yifu Ouyang         | 84,383 |
| 48        | Tbilissi              | Géorgie                      | 23 juillet – 1er août 2016 | Andrei Iliescu      | 96,847 |
| 49        | Nakhon Pathom         | Thaïlande                    | 6-15 juillet 2017          | Alexander Zhigalin  | -      |
| 50        | Prague Bratislava     | République tchèque Slovaquie | 19-29 juillet 2018         | Chen Qingyu         | 94,35  |
| 51        | Paris                 | France                       | 21-30 juillet 2019         | Liu He              | 97,34  |
| 52        | Istanbul (à distance) | Turquie                      | 23-29 juillet 2020         | Alex Zihan Li       | 99,07  |
| 53        | Osaka (à distance)    | Japon                        | 25 juillet – 2 août 2021   | Chu Yang            | 97,57  |
| 54        | Tianjin (à distance)  | Chine                        | 10-18 juillet 2022         | Zhou Fu             | 98,98  |
| 55        | Zurich                | Suisse                       | 16-25 juillet 2023         | Mao Weijie          | 94,82  |
| 56        | Riyad                 | Arabie saoudite              | 21-30 juillet 2024         |                     |        |
| 57        | Dubaï                 | Émirats arabes unis          | 5-14 juillet 2025          |                     |        |
| 58        | Tachkent              | Ouzbékistan                  | 1-10 juillet 2026          |                     |        |
| 59        |                       | Taïwan                       | 2027                       |                     |        |

## Participation française
La France participe aux Olympiades depuis 1981 et a organisé les 22e Olympiade du 8 au 17 juillet 1990 et 51e Olympiade du 21 au 30 juillet 2019, à Paris dans les deux cas.
La préparation en France rassemble des élèves de PCSI (environ 250 en 2013), BCPST (environ 70 en 2013), TPC (environ 15 en 2009), MPSI (quelques-uns, dont un candidat sélectionné pour la semaine de TP en 2009) et de Terminale (quelques-uns, dont deux représentants au concours international en 2007). Elle a lieu en trois phases.

### Préparation régionale
Durant l'année 2012/2013, une trentaine de centres régionaux ont préparé les candidats de décembre à mars. Ce sont des compléments de cours, sous forme de cours ou de TD, dispensés bénévolement par des enseignants de classe préparatoire (sauf à Paris et à Lyon où ils sont également dispensés par des élèves de l'École normale supérieure, de l'X et des universitaires). Pour les spécialistes, les connaissances exigibles sont :
- structure de la matière (pas d'OM)
- cinétique
- solutions : acido-basicité, un peu de complexation (mais rien sur la structure électronique), oxydo-réduction élémentaire (équilibrer une équation, mais pas de Nernst, électrochimie...)
- outils du raisonnement en chimie organique
- spectroscopie : résonance magnétique nucléaire (RMN) du proton, spectroscopie infrarouge basique, pas d'UV, sauf Beer-Lambert
- alcènes
- organomagnésiens mixtes (et organolithiens par analogie)
- halogénoalcanes et alcools, amines par analogie
- dérivés carbonylés mais pas de Wittig ni de synthèse malonique (la décarboxylation n'est pas au programme mais l'acidité en alpha oui)
- dérivés d'acide (pas de nitriles ni de décarboxylation).

À l'issue de la préparation, une épreuve de pré-sélection de quatre heures a lieu portant sur ces compétences.

### Semaine de TP
À l'issue de l'épreuve théorique, 24 candidats sont retenus pour participer à la semaine de TP (généralement en mai) pendant laquelle ils sont formés, puis évalués sur leur maîtrise des techniques expérimentales. Elle consiste en 6 × 4 h de TP organisés à l'ENCPB, ainsi que des visites de laboratoires à l'École normale supérieure ou d'autres établissements d'enseignement supérieur. Les 24 candidats composent également sur une seconde épreuve théorique portant sur des compléments spécifiques qui leur sont communiqués en même temps que l'annonce de leur participation à la semaine de TP.
Le dernier jour de cette semaine de TP, une cérémonie réunit l'ensemble des candidats, le comité scientifique des OIC, le président et le vice-président de Sciences à l'École ainsi que les différents soutiens de la préparation. Pendant cette cérémonie est annoncé le classement final des candidats et les quatre élèves qui formeront la délégation française aux Olympiades Internationales.

### Semaine intensive
Les jours précédant l'épreuve internationale, les quatre candidats français sont invités à Paris pour une semaine intensive de formation aux spécificités du concours international. Cette préparation est assurée à l'ENS et à Chimie ParisTech, en particulier par des élèves de l'ENS et des enseignants de lycée ou du supérieur. Une fois cette préparation effectuée, la délégation part dans le pays organisateur.